# Оваско (Нью-Йорк)
Оваско (англ. Owasco) — місто (англ. town) в США, в окрузі Каюга штату Нью-Йорк. Населення — 3552 особи (2020).

## Демографія
Згідно з переписом 2010 року, у місті мешкали 3793 особи в 1538 домогосподарствах у складі 1111 родини. Було 1765 помешкань
Расовий склад населення:
| - 98,4 % — білих - 0,4 % — азіатів - 0,1 % — чорних або афроамериканців |

До двох чи більше рас належало 0,8 %. Частка іспаномовних становила 0,9 % від усіх жителів.
За віковим діапазоном населення розподілялося таким чином: 21,6 % — особи молодші 18 років, 59,3 % — особи у віці 18—64 років, 19,1 % — особи у віці 65 років та старші. Медіана віку мешканця становила 46,8 року. На 100 осіб жіночої статі у місті припадало 97,9 чоловіків;  на 100 жінок у віці від 18 років та старших — 93,6 чоловіків також старших 18 років.
Середній дохід на одне домашнє господарство  становив 102 498 доларів США (медіана — 85 430), а середній дохід на одну сім'ю — 117 789 доларів (медіана — 95 057). Медіана доходів становила 70 068 доларів для чоловіків та 47 073 долари для жінок. За межею бідності перебувало 3,8 % осіб, у тому числі 3,8 % дітей у віці до 18 років та 7,6 % осіб у віці 65 років та старших.
Цивільне працевлаштоване населення становило 1789 осіб. Основні галузі зайнятості: освіта, охорона здоров'я та соціальна допомога — 31,5 %, виробництво — 14,5 %, публічна адміністрація — 9,2 %, мистецтво, розваги та відпочинок — 7,3 %.